# الساعات (فلم 2013)
الساعات (بالإنجليزية: Hours) هو فيلم إثارة أمريكي، من إخراج وكتابة إيريك هايزيرر، ومن بطولة بول ووكر، وجينيسيس رودريغيز، وتي جيه حسن، وشين جاكوبسن، وجود لورماند، عرض لأول مرة في 10 مارس 2013 في ساوث باي ساوث ويست في مسرح توبفر في أوستن، تكساس.

## طاقم التمثيل
- بول ووكر
- سفر التكوين رودريغيز
- تي جي حسن
- شين جاكوبسن
- جود لورماند
- نانسي ناف
- ميشيل توريس
- كيري كاهيل
- يوهانس مايلز
- ناتاليا سافران
- إلتون ليبلانس
- توني بنتلي
- إميلي هالي
- كريستوفر ماثيو كوك
- سينثيا ليبلانك
- لينا كلارك

## روابط خارجية
- الساعات على موقع IMDb (الإنجليزية)
- الساعات على موقع ميتاكريتيك (الإنجليزية)
- الساعات على موقع روتن توميتوز (الإنجليزية)
- الساعات على موقع قاعدة بيانات الأفلام العربية
- الساعات على موقع ألو سيني (الفرنسية)
- الساعات على موقع أول موفي (الإنجليزية)
- الساعات على موقع فيلمافينيتي (الإسبانية)
- الساعات على موقع قاعدة بيانات الفيلم (الإنجليزية)
- الساعات على موقع ليتربوكسد (الإنجليزية)
- الساعات على موقع كينوبويسك (الروسية)